# Svend Grathe
Svend Grathe (Svend 3.) (1125–23. oktober 1157) var dansk konge sammen med Knud 5. og Valdemar under borgerkrigen 1146-1157. Ved faderen Erik Emunes drab i 1137 var Svend for ung til at blive konge, og Erik Lam, der fik kronen, sendte ham til Konrad 3. af Frankens hof, hvor han blev ven med kongens brodersøn, den unge Frederik af Schwaben. Tyske kilder fra denne tid kalder Svend for Peter, idet han som flere af kongeslægten har haft et dobbeltnavn.

## Tronstrid
Sidst i Erik Lams kongetid var han atter i Danmark, hvor han og hans fætter Valdemar trods ærkebiskop Eskils indsigelse skrinlagde Knud Lavards ben (1146). Samme år trak Erik sig tilbage og døde, og straks greb Svend efter kronen. Det lykkedes ham at vinde sjællændere og skåninger, men hovedmassen af jyderne samledes om Knud Magnussen, og en voldsom tronkamp begyndte. Eskil nærmede sig til Knud, men Svend overvandt ærkebispen og holdt ham fanget i hans egen domkirke; snart reddedes han dog ved sin egen dristighed og købte sig Eskils tilgivelse og tilslutning ved at skænke ærkesædet gods i Skåne og en stor del af Bornholm. Heldig slog han nu Knud ved Slangerup og drev ham tilbage til Jylland.
Under påvirkning af den store europæiske korstogsbevægelse sluttede kongerne sig sammen til fælles tog mod venderne (1147), men udrettede kun lidt. Jyderne så med glæde venderne nedhugge skåningerne og tage Svends kongeskib, og Svend var for mistroisk over for Knud til at ville sejle hjem på hans skib, så kongekrigen brød løs igen. Atter var Knud den angribende og overrumplede Roskilde, men tabte i kampen ved Tåstrup, hvor Svend personlig dog ikke udmærkede sig (1148). Svend havde nu overtaget, bemægtigede sig Fyn, satte Valdemar til hertug i Slesvig og hjemsøgte, støttet af ditmarskeren Edeler, grev Adolf af Holstens lande, fordi denne havde sluttet sig til Knud, men kunne ikke afværge Edelers fald i en ulige kamp med holstenerne. Senere sejrede Svend ved Viborg (1150) og jog Knud af landet, og da hans medbejler kom igen med tyske hjælpetropper, tilføjede han ham et nyt nederlag ved Gedbæk (1151). Æren for disse sejre tilkom dog mest Valdemar.

## Lensmand for Frederik Barbarossa
Svend søgte at sikre sit herredømme over Danmark ved en ydmyg henvendelse til Konrad 3., hos hvem Knud forgæves søgte om hjælp. Endnu en gang satte Knud sig fast på dansk grund ved at vinde friserne, men Svend indtog hans friserborg. Knud tyede til den ny tyske konge, Frederik 1., der stævnede sin ungdomsven til mødet i Merseburg (1152). Kronen tildømtes Svend, men han blev Frederiks lensmand og måtte love at give Knud Sjælland til len. Da han alligevel kun gav ham spredte forleninger, krænkede han Valdemar, som havde garanteret forliget, og lagde grunden til sin egen ulykke.
Under medgangen havde han trods biskop Elias' råd skånet sine fangne fjender, endog sin faders banemand Plov, men dette højsind havde en stærk tilsætning af overmod, der gjorde ham blind for virkeligheden og lod ham undervurdere sine modstandere. Dertil kom de store mangler i hans styrelse. Under tronkampene var venderne blevet højst farlige for de danske farvande, og ganske vist opkastede Svend nogle kystvolde til værn imod dem, tilføjede dem også enkelte nederlag, men nøjedes ellers med at give store summer til hertugen af Sachsen, Henrik Løve, for at holde venderne borte, hvad Henrik dog ikke gjorde, og samlede ikke sine kræfter om et stort, nationalt forsvar. En fornærmelse, som var tilføjet jarlen Carl af den svenske kongesøn Jon Sverkerson, var ham derimod påskud til et indfald i Sverige, men på grund af vinterkulden måtte han vende tilbage uden at have udrettet noget (1153). Med Eskil havde han stadig strid, og ved upålidelighed og udsugelser vakte han uvilje hos mange. Nogle uroligheder i Skåne kvalte han i blod, og sine egne venner forurettede han ofte. Tyske herrer optog han i sit følge, og han fandt sig i deres frække færd over for landets børn. Tilmed satte hans forkærlighed for tysk retsskik (tvekamp) og hofskik ondt blod hos alle. Tyske spillemænd var hans gæster, men en islandsk skjald fik ikke løn for sit kongekvad.

## Knud og Valdemar går sammen
Under disse forhold sluttede Valdemar og Knud sig nærmere til hinanden. Svend søgte at rydde Valdemar af vejen eller i det mindste
uskadeliggøre ham ved at lokke ham i tysk fangenskab, men planen mislykkede. Eskil forlod Svend, selv mange af hans tidligere tro tilhængere faldt fra ham, og under sine krigeres hån flygtede han til Tyskland. Henved 3 år flakkede han om uden at kunne finde hjælpere i kampen. Ved gyldne løfter fik han endelig Henrik Løve til at ruste sig. De bestak Dannevirkes portvagt, slap ind til Slesvig, brandskattede byen og plyndrede handelsflåden i Slien, men drog tilbage uden at afvente fjendens komme. Henrik Løve lod imidlertid de vender, der var ham underlagte, hærge Fyn og dernæst føre Svend til den hårdt hjemsøgte ø, der også hyldede ham. De andre konger drog imod ham, men der indledtes forhandlinger i Odense og aftaltes fredsmøde på Lolland, hvor Valdemar ved kendelse tredelte riget og selv valgte Jylland. Svend fik ret at vælge før Knud og tog de skånske lande for ikke at være indeklemt mellem sine medbejlere. Knud fik altså Sjælland.

## Det endelige opgør
For at fejre afslutningen på mange års stridigheder indbød Knud sine medkonger til et forsoningsgilde i Roskilde (Blodgildet i Roskilde). Det fandt sted den 9. august 1157. Det endte med, at Svends folk myrder Knud, mens det lykkedes den sårede Valdemar at undslippe. Den 23. oktober samme år mødtes de i et kort, men voldsomt slag på Grathe Hede. Det endte med, at Svend flygtede ud i nogle sumpe, hvor han mistede våben og udrustning. Han blev taget til fange og dræbt med et øksehug af en person, der vist havde et personligt opgør med kongen. Herefter var Valdemar dansk enekonge.

## Gravsted
Ifølge lokale overleveringer blev Svend Grathe "jordet", der hvor han blev slået ihjel, og siden skulle der være opført et kapel på stedet. Kapellet menes at være det nu nedrevne "Grathe Kapel" ved Grågårde i nærheden af Thorning.
Digteren Thor Lange opsatte i 1892 et stenkors – Grathe-stenen – på stedet hvor kapellet lå.
I 2015 fandt arkæologer ved Museum Silkeborg resterne af Grathe Kapel. Tilbage fra midten at 1800-tallet er der en række beretninger om kapeltomtens tilstand. Formentlig var den helt sløjfet i 1860 og stenene genbrugt andre steder.

## Eksterne kilder og henvisninger
- Svend Grathe på gravsted.dk

1. ↑  Arkæologer finder kapellet fra mordet på kong Svend politiken.dk 4. aug. 2015

- Sven 3. Grathe (1146 - 1157) Arkiveret 28. september 2019 hos  Wayback Machinepå natmus.dk
- Svend Grathe i Dansk Biografisk Leksikon (1. udgave, bind 17, 1903)